# Giuliano Periccioli
Giuliano Periccioli, o Pericciuoli (Siena, 1600 – Firenze, dopo il 1649), è stato un pittore, incisore e cartografo italiano del periodo barocco.

## Vita e opere
Nacque a Siena, ma le sue opere, sia come pittore che come incisore, soprattutto come ritrattista, lo portarono a viaggiare molto, sia in Europa che nel Vicino Oriente. Il suo primo maestro fu lo zio Francesco Periccioli, noto ecclesiastico disegnatore e calligrafo.
(Filippo Baldinucci, Notizie de' professori del disegno da Cimabue in qua, 1681, p. 607)
Fu vicino alla corte medicea soprattutto dei Governatori senesi, che lo vollero in città per i ritratti di famiglia. Sappiamo di due suoi soggiorni, prima a Roma e poi a Venezia dove venne in contatto con la grande tradizione classica e della pittura dei grandi veneti del '400-'500.
Fu chiamato in varie corti europee la più importante quella inglese di Carlo I dove ha partecipato agli apparati scenografici per gli Intermezzi di Corte e per il quale fu anche personale maestro di disegno. In questa veste di maestro di disegno fu molto ricercato, nella corte spagnola di Filippo III fu impiegato nella qualifica di insegnante per il figlio del sovrano Filippo.
Nei Paesi Bassi, rifugio della Regina di Boemia Elisabetta Stuart, dopo la disastrosa avventura della Guerra dei Trent'anni, Periccioli fu messo ad insegnare disegno alla figlia Luise Hollandine, poi brava pittrice dilettante.
La maggior parte dei suoi viaggi avvennero per la sua specialità di disegnare carte nautiche, per decenni utilizzate dalle flotte di tutti ipiù importanti regni marittimi, visitò e disegno varie parti dell'Impero ottomano, passò da Costantinopoli ad Alessandria d'Egitto, da Malta alla Sicilia.
(Guglielmo Della Valle, Lettere senesi di un socio dell'Accademia di Fossano sopra le belle arti, Vol. 3, 1786, p. 390)
Tornato finalmente in Toscana, fu al servizio del Governatore di Siena Don Mattias de' Medici, che gli mise a bottega il pittore fiammingo Livio Mehus, e poi a Firenze alla corte di Ferdinando II de' Medici.
Le carte del Periccioli servirono ad illustrare la seconda edizione del libro Dell'Arcano del Mare di Robert Dudley, stampata a Firenze  nel 1661.
Studiò nella sua bottega anche il senese Bernardino Mei.
Sulla sua data precisa di morte ci sono varie versioni, ad esempio Francesco Saverio Quadrio nella sua Della storia e della ragione d'ogni poesia (1742) dice che "viveva ancora nel 1649" posponendo la sua data ufficiale di morte che è stata considerata il 1646.